# 利林斯坦
利林斯坦（德语：Lilienstein）是萨克森州易北河砂岩山脉中最引人注目的一座平顶山，位于巴特尚道境内易北河的一个曲流中间。

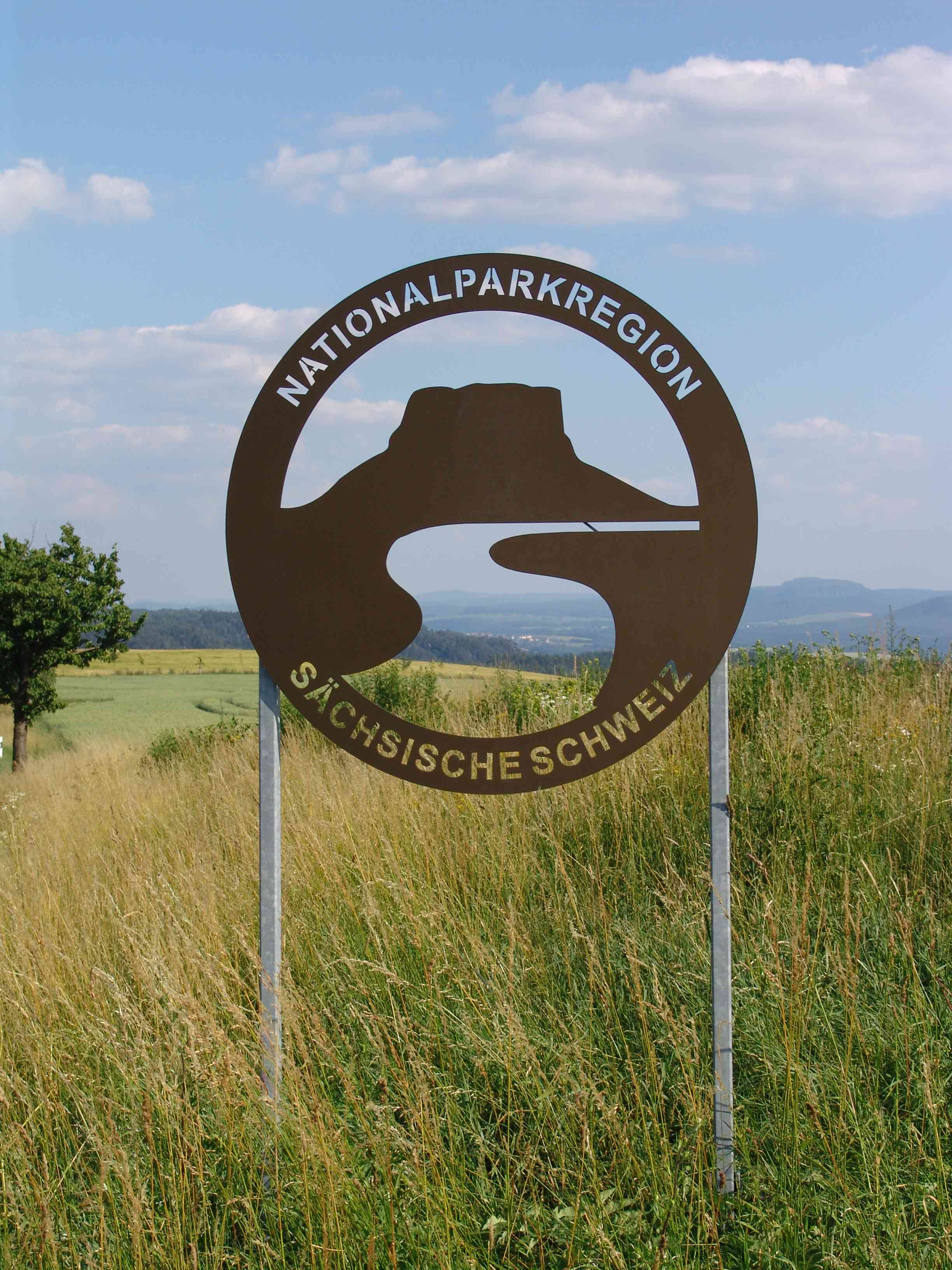
利林斯坦是萨克森小瑞士国家公园的标志
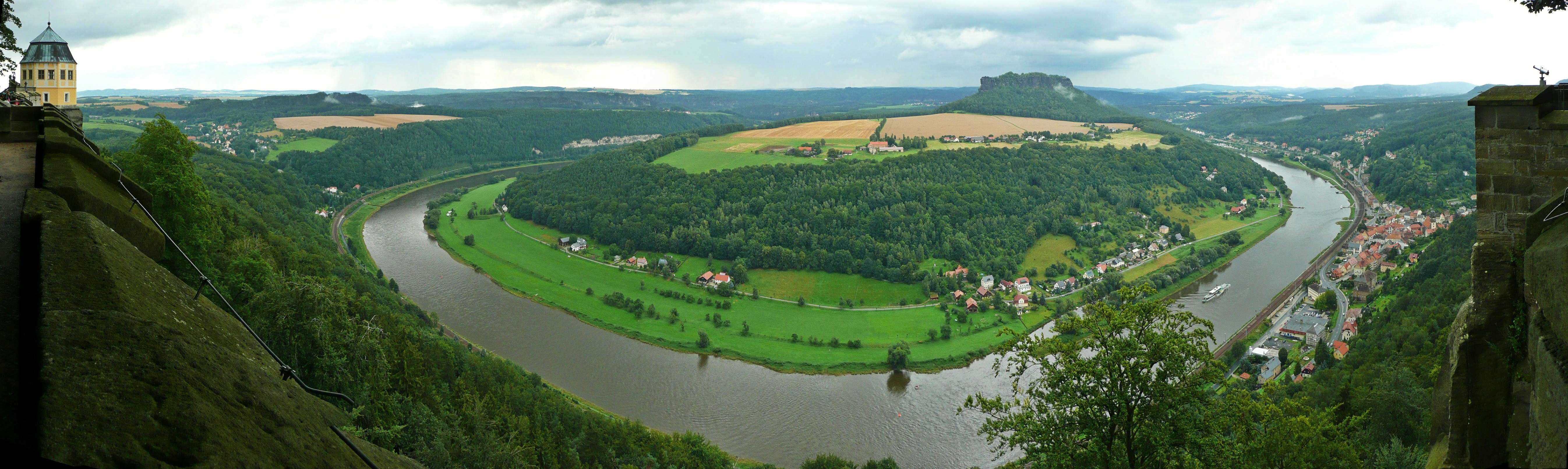
从国王岩堡垒眺望利林斯坦